# Jennifer Juniper
Jennifer Juniper är en poplåt skriven och lanserad av Donovan 1968. Låten skrevs när Donovan var med The Beatles i Rishikesh och spelades in sent 1967. Den skrevs om Pattie Boyds syster Jenny Boyd. Musikaliskt är låten ett typiskt exempel på barockpop med instrument som oboe, flöjt och fagott. Låten ingick på albumet The Hurdy Gurdy Man som släpptes sent 1968.
Singelns b-sida "Poor Cow" spelades in för Ken Loachs film med samma namn. Egentligen hette låten "Poor Love" men titeln ändrades för filmen. På albumet Donovan in Concert kan man höra Donovan introducera låten som "Poor Love".
I Storbritannien släpptes singeln på skivbolaget Pye Records, medan den i USA och resten av Europa släpptes på Epic Records.

## Listplaceringar
| Lista (1968)   | Position               |
| -------------- | ---------------------- |
| Australien     | 21 (Go Set)            |
| Frankrike      | 43                     |
| Irland         | 7                      |
| Kanada         | 13 (RPM)               |
| Nederländerna  | 19                     |
| Nya Zeeland    | 12 (NZ Listner)        |
| Storbritannien | 5                      |
| Sverige        | 15 (Kvällstoppen)      |
| Sverige        | 6 (Tio i topp)         |
| USA            | 26 (Billboard Hot 100) |
| Vallonien      | 18                     |
| Västtyskland   | 13                     |
| Österrike      | 10                     |